# Bush folyó
A Bush folyó Észak-Írországban folyik. A folyó forrása Antrim-hegység (480 m), innen északnyugatra folyik Armoy város felé. Ezt követően nyugat felé Stranocum városon folyik át, majd északra kanyarodva Bushmills városon halad keresztül és végül Portballintraenál éri el a tengert. Völgyében a mezőgazdaság korlátozott, főként szántóföldi növénytermesztés folyik. A folyó víze enyhén lúgos. A folyóban élő halak a sebes pisztráng és a lazac. A mellékfolyójának a forrás vízét használják fel a Bushmills whiskeynél.

## Horgászat
A Bush folyón mindig is jelentős volt a lazachalászat, és bár a számuk apadt a kései 20. és a korai 21. században, még mindig kiváló hely lazachalászatra. Jelentős lazacállománya miatt a Kulturális, Művészeti és Szabadidő Minisztérium és a Belvízi Halászati Osztály igazgatása alatt áll. A minisztérium által működtetett halgazdaság, amely segítséget nyújt a Bush folyó lazackutatási projektnek 1972-ben alakult.